# Vernissage (hoorspel)
Vernissage is een hoorspel van Václav Havel. Vernisáž dateert van 1975 en werd vertaald door Kees de Vries. De NCRV zond het uit op maandag 29 mei 1978. De regisseur was Johan Wolder. Het hoorspel duurde 33 minuten.

## Rolbezetting
- Josée Ruiter (Vera)
- Rudi Falkenhagen (Michel)
- Frederik de Groot (Ferdinand)

## Inhoud
Ferdinand komt op bezoek bij Vera en Michel die pas hun huis hebben veranderd - een soort vernissage dus. Vera en Michel zijn erg trots op al de bijzondere meubels en objecten die ze bijeen hebben gebracht; Ferdinand weet er echter niet goed raad mee. Volgens Vera en haar man zou Ferdinand ook eens zijn huis moeten veranderen. Ze dragen hiervoor een groot aantal goede redenen aan en bemoeien zich en passant met zijn privé-leven. Ferdinands vrouw, Eva, is volgens Vera een slechte kokkin (maar het smaakt Ferdinand altijd best). Vera daarentegen weet altijd de lekkerste dingen op tafel te toveren en hecht daar zeer veel waarde aan. Ook op hun zoontje gaan Vera en Michel prat. Eva en Ferdinand hebben geen kinderen en de laatste doet er maar het zwijgen toe als Vera en haar man vele redenen aandragen waarom het zo goed is een kind te hebben. Bij het onderwerp lichamelijke relatie (ook dat is volmaakt bij hen) geven Vera en Michel een demonstratie kussen en hebben weer allerlei adviezen voor Ferdinand. Vroeger schreef die, maar hij komt daar de laatste tijd niet meer toe en ook daar hebben Vera en Michel weer hun verklaringen voor, terwijl ze van de gevoelens van Ferdinand niets begrijpen. Keer op keer herhalen Vera en Michel tegen Ferdinand dat ze het goed met hem menen en van hem houden en dat hij hun beste vriend is. Wanneer Ferdinand opstaat om weg te gaan, vinden zijn vrienden hem ondankbaar en geven zich bloot: "Waarvoor, denk je, hebben we die woning eigenlijk ingericht? Voor wie, denk je, doen we dit allemaal? Voor onszelf soms?" Ferdinand gaat weer zitten…